# Самойлов, Сергей Владимирович
Сергей Владимирович Самойлов — советский боксёр, чемпион и призёр чемпионатов СССР, мастер спорта СССР международного класса.

## Биография
Сергей Самойлов родился 13 июня 1966 года в Якутске. Записался в городскую секцию бокса спортивного общества «Спартак» в октябре 1980 года, когда ему было 14 лет. Его первому тренеру Александру Петровичу Леонову (впоследствии удостоенному звания заслуженного тренера Республики Саха (Якутия)) не удалось сделать из него классического боксёра. Манера работы в ринге Сергея была корявой и нестандартной, и наставник решил развивать этот своеобразный, индивидуальный стиль подопечного. Позднее Леонов стал тренировать Сергея вместе с авторитетным якутским тренером Виктором Павловичем Шитиком. В 1983 году Самойлов попал на сборы Центрального совета ДСО «Спартак». Хотя он был там в качестве запасного боксёра, его заметили и включили в сборную РСФСР. Но затем Самойлов получил травму, ему дважды делали операцию. Восстановление Сергея заняло полтора года, поэтому он почти не участвовал в соревнованиях среди юниоров.
Но переход во взрослый бокс вышел у Сергея весьма успешным. На открытом чемпионате Украины, который проходил в Жданове, Самойлов победил трёх мастеров спорта СССР с явным преимуществом, у одного мастера спорта выиграл по очкам и таким образом сам выполнил мастерский норматив. Во время срочной армейской службы, которую Сергей проходил в спортроте в Чите, он в 1987 году стал победителем чемпионата Вооружённых сил СССР. Сразу после армии, в 1987 году Самойлов поступил на службу в Министерство внутренних дел на должность милиционера патрульно-постовой службы, а также сдал экзамены в Якутский государственный университет. В 1988 году, уже представляя спортивное общество «Динамо», он выиграл первенство СССР среди молодежи и стал серебряным призёром Всемирных полицейских игр в Италии.
В 1990 году Самойлов стал обладателем Кубка СССР и бронзовым призёром чемпионата СССР в первом среднем весе (до 71 кг). В 1991 году он снова занял 3-е место на внутрисоюзном первенстве. А в 1992 году Сергей завоевал золотую медаль на последнем чемпионате СССР, который был назван первенством СНГ, после чего стал кандидатом на участие в боксёрском турнире Олимпиады в Барселоне.
Самойлов в течение нескольких лет входил в состав национальной сборной, но пробиться на позицию первого номера ему не позволял Исраел Акопкохян из Армении, который более десяти лет был лидером в этом весе и становился победителем чемпионата и Кубка мира, трёхкратным чемпионом Европы, двукратным золотым медалистом Игр доброй воли и шестикратным чемпионом СССР. Сергей встречался с Исраелом в официальных боях дважды. В первом их поединке ещё слишком молодому якутянину не хватило опыта на равных тягаться с маститым соперником, но в 1990 году электронный счётчик боя вывел ничейный исход. Однако по настоянию главного тренера сборной СССР судейская бригада определила победителем Акопкохяна.
Однако, не попадая на крупнейшие международные соревнования, Самойлов очень удачно выступал на локальных международных турнирах. На протяжении своей недолгой спортивной карьеры Сергей становился победителем турниров в Канаде, Франции, Турции, Мозамбике, Анголе, Чехословакии, Таиланде, Тунисе, США, Италии и на Кубе. На международном турнире памяти первого президента Турции Мустафы Кемаля Ататюрка своей яркой и нестандартной манерой ведения боя Самойлов привлёк внимание турецких и шведских менеджеров, которые предложили ему перейти в профессиональный бокс. Но Сергей хотел выступить на Олимпийских играх 1992 года и лишь затем размышлять о планах испытать себя на профи-ринге. Будучи боксёром-левшой, Самойлов легко передвигался и маневрировал по рингу. Но его игровой стиль сочетался с умением нанести мощный акцентированный удар. Сергей умел боксировать в открытом бою, нанося серии своих ударов из любых, нередко нестандартных положений.
Готовясь к Олимпиаде в Барселоне, Сергей параллельно защитил дипломную работу на педагогическом факультете Якутского государственного университета имени М. К. Аммосова. Поскольку отец Сергея умер рано, а у старшего брата была своя семья, то талантливому боксёру приходилось помогать больной матери, а также сёстрам. В 1991 году Сергей женился. Вскоре у него и его супруги Аллы родилась дочь.
Самойлов должен был вылететь на последние сборы перед Олимпиадой в день своего 26-летия 13 июня 1992 года, но перенёс отъезд на 14-е число. В ночь на 14-е Сергей ехал по маганскому тракту, внезапно в его автомобиле разорвалось колесо и он влетел в глубокую яму с водой. Спортсмен погиб на месте аварии. В итоге, вместо Самойлова на Олимпиаде за сборную СНГ в весе до 71 кг выступил Аркадий Топаев из Казахстана, которого Сергей победил в финале прошедшего в том году чемпионата СНГ. В Барселоне Топаев проиграл в первом же бою кубинцу Хуану Карлосу Лемусу, который в итоге стал золотым медалистом тех Игр.

## Память
- Решением коллегии комитета по физической культуре, спорту и туризму при Правительстве Республики Саха (Якутия) Сергей Самойлов посмертно награждён знаком «Лауреат спорта XX века».
- В Якутске создан «Фонд памяти мастера спорта международного класса СССР Сергея Самойлова», который является организатором местного ежегодного юношеского турнира памяти боксёра.
- 18 сентября 2013 года на здании республиканского спортивного общества «Динамо» в Якутске была открыта мемориальная доска Сергея Самойлова (это событие совпало с 90-летием спортивного общества «Динамо»).

## Спортивные результаты
- Чемпионат Вооружённых Сил СССР 1987 года
- Чемпионат СССР среди молодёжи 1988 года
- Чемпионат СССР по боксу 1990 года —
- Кубок СССР 1990 года
- Чемпионат СССР по боксу 1991 года —
- Чемпионат СНГ 1992 года